# 假稀羽鳞毛蕨
假稀羽鳞毛蕨（学名：Dryopteris pseudosparsa）为鳞毛蕨科鳞毛蕨属下的一个种。